# Lättvikt i boxning vid olympiska sommarspelen 1988
Resultat från boxning vid olympiska sommarspelen 1988 och herrarnas lättvikt. Boxarna vägde under 60 kg. Tävlingarna arrangerades i Chamshil Students' Gymnasium i Seoul.

## Medaljörer
| Klass    | Guld                        | Silver                  | Brons                       |
| Lättvikt | Andreas Zülow · Östtyskland | George Cramne · Sverige | Romallis Ellis · USA        |
| Lättvikt | Andreas Zülow · Östtyskland | George Cramne · Sverige | Nergüjn Enchbat · Mongoliet |

## Resultat

### Första rundan
| Vinnare                  | Resultat      | Förlorare                   |
| Första rundan            | Första rundan | Första rundan               |
| ------------------------ | ------------- | --------------------------- |
| Azzedine Said (ALG)      | KO-2          | Lameck Mbao (ZAM)           |
| Mohamed Regazy (EGY)     | 5-0           | Dal Bahadur Ranamagar (NEP) |
| Blessing Onoko (NGR)     | RSC-3         | Charles Lubulwa (UGA)       |
| Giorgio Campanella (ITA) | RSC-3         | Daniel Freitas (URU)        |
| Andreas Zülow (GDR)      | 5-0           | Patrick Waweru (KEN)        |
| Konstantin Tszyu (URS)   | KO-1          | Leopoldo Cantancio (PHI)    |
| Sean Knight (BAR)        | 5-0           | Guillermo Tamez (MEX)       |

### Andra rundan
| Vinnare                | Resultat     | Förlorare                |
| Andra rundan           | Andra rundan | Andra rundan             |
| ---------------------- | ------------ | ------------------------ |
| Michael Carruth (IRL)  | 5-0          | Satoru Higashi (JPN)     |
| George Cramne (SWE)    | 5-0          | John Nkagala (MAW)       |
| Phat Hongram (THA)     | RSC-2        | Asif Dar (CAN)           |
| Charles Kane (GBR)     | 5-0          | Adrian Taroreh (INA)     |
| István Turu (HUN)      | 5-0          | Jean-Paul Bonatou (CMR)  |
| Nergüjn Enchbat (MGL)  | 5-0          | José Pérez (VEN)         |
| Héctor Arroyo (PUR)    | 5-0          | Kibar Tatar (TUR)        |
| Kamal Marjouane (MAR)  | 5-0          | Tommy Gbay (LBR)         |
| Romallis Ellis (USA)   | 5-0          | Lee Kang-Su (KOR)        |
| Kassim Traoré (MLI)    | 5-0          | Toby Belly (SUD)         |
| Mark Kennedy (JAM)     | RSC-1        | Terepai Maea (COK)       |
| Emil Chuprenski (BUL)  | RSC-2        | Eduardo de la Peña (GUA) |
| Azzedine Said (ALG)    | RSC-2        | Shake Kubuitsile (BOT)   |
| Mohamed Regazy (EGY)   | 5-0          | Blessing Onoko (NGR)     |
| Andreas Zülow (GDR)    | 5-0          | Giorgio Campanella (ITA) |
| Konstantin Tszyu (URS) | RSC-1        | Sean Knight (BAR)        |

### Tredje rundan
| Vinnare               | Resultat      | Förlorare              |
| Tredje rundan         | Tredje rundan | Tredje rundan          |
| --------------------- | ------------- | ---------------------- |
| George Cramne (SWE)   | KO-1          | Michael Carruth (IRL)  |
| Charles Kane (GBR)    | 4-1           | Phat Hongram (THA)     |
| Nergüjn Enchbat (MGL) | RSC-3         | István Turu (HUN)      |
| Kamal Marjouane (MAR) | 5-0           | Héctor Arroyo (PUR)    |
| Romallis Ellis (USA)  | RSC-2         | Kassim Traoré (MLI)    |
| Emil Chuprenski (BUL) | 5-0           | Mark Kennedy (JAM)     |
| Mohamed Regazy (EGY)  | 5-0           | Azzedine Said (ALG)    |
| Andreas Zülow (GDR)   | 3-2           | Konstantin Tszyu (URS) |

### Kvartsfinaler
| Vinnare               | Resultat      | Förlorare             |
| Kvartsfinaler         | Kvartsfinaler | Kvartsfinaler         |
| --------------------- | ------------- | --------------------- |
| George Cramne (SWE)   | 4-1           | Charles Kane (GBR)    |
| Nergüjn Enchbat (MGL) | 5-0           | Kamal Marjouane (MAR) |
| Romallis Ellis (USA)  | 3-2           | Emil Chuprenski (BUL) |
| Andreas Zülow (GDR)   | 5-0           | Mohamed Regazy (EGY)  |

### Semifinaler
| Vinnare             | Resultat    | Förlorare             |
| Semifinaler         | Semifinaler | Semifinaler           |
| ------------------- | ----------- | --------------------- |
| George Cramne (SWE) | 3-2         | Nergüjn Enchbat (MGL) |
| Andreas Zülow (GDR) | 5-0         | Romallis Ellis (USA)  |

### Final
| Vinnare             | Resultat | Förlorare           |
| Final               | Final    | Final               |
| ------------------- | -------- | ------------------- |
| Andreas Zülow (GDR) | 5-0      | George Cramne (SWE) |